# Леви, Матео
Матео Леви Менданья (исп. Mateo Levy Mendaña; род. 22 октября 2006, Буэнос-Айрес) — мексиканский футболист, нападающий клуба «Крус Асуль».

## Клубная карьера
Леви — воспитанник клуба «Крус Асуль». 14 января 2024 года в матче против «Пачуку» он дебютировал в мексиканской Примере.

## Международная карьера
В 2023 году в составе юношеской сборной Мексики Леви принял участие в юношеском чемпионате мира в Индонезии. На турнире он сыграл в матчах против команд Германии, Венесуэлы и Новой Зеландии.
В 2024 году в составе молодёжной сборной Мексики Леви выиграл домашний молодёжный Кубок КОНКАКАФ. На турнире он сыграл в матчах против команд Гаити, Гватемалы, Панамы, Коста-Рики, Кубы и США. В поединке против кубинцев и американцев Матео забил по голу.

## Достижения
Международные
 Мексика (до 20)
- Победитель молодёжного чемпионата КОНКАКАФ — 2024